# Trimero
In chimica un trimero è un prodotto di reazione di tre molecole identiche. I trimeri più comuni sono i trimeri ciclici. Composti chimici che facilmente formano trimeri sono gli isocianati alifatici e l'acido cianico come primo intermedio di un processo di polimerizzazione.

## Esempi
Alcuni esempi di composti ottenuti per trimerizzazione sono:
- benzene: dall'acetilene
- mesitilene: dal metilacetilene
- ciclododecatriene: dal butadiene
- 2,4,6-tris(perfluorofenil)-1,3,5-triazina: dal 2,3,4,5,6-pentafluorobenzonitrile

Di seguito viene mostrato il meccanismo della reazione di trimerizzazione dell'acetilene per formare il benzene: